# العلاقات البريطانية الفيجية
العلاقات البريطانية الفيجية هي العلاقات الثنائية التي تجمع بين المملكة المتحدة وفيجي.

## مقارنة بين البلدين
هذه مقارنة عامة ومرجعية للدولتين:
| وجه المقارنة                                              | المملكة المتحدة                 | فيجي                                                                 |
| --------------------------------------------------------- | ------------------------------- | -------------------------------------------------------------------- |
| المساحة (كم2)                                             | 242.50 ألف                      | 18.27 ألف                                                            |
| عدد السكان (نسمة)                                         | 66.02 مليون                     | 915.30 ألف                                                           |
| الكثافة السكانية (ن./كم²)                                 | 272.25                          | 50.1                                                                 |
| العاصمة                                                   | لندن                            | سوفا                                                                 |
| اللغة الرسمية                                             | لغة إنجليزية، اللغة الويلزية    | لغة إنجليزية، اللغة الفيجية، اللغة الفيجي الهندية، اللغة الهندستانية |
| العملة                                                    | جنيه إسترليني                   | دولار فيجي                                                           |
| الناتج المحلي الإجمالي (بليون دولار)                      | 2.62 تريليون                    | 5.06 مليار                                                           |
| الناتج المحلي الإجمالي (تعادل القوة الشرائية) بليون دولار | 2.72 تريليون                    | 8.32 مليار                                                           |
| الناتج المحلي الإجمالي الاسمي للفرد دولار أمريكي          | 43.88 ألف                       | 4.96 ألف                                                             |
| الناتج المحلي الإجمالي للفرد دولار أمريكي                 | 40.23 ألف                       | 8.79 ألف                                                             |
| مؤشر التنمية البشرية                                      | 0.907                           | 0.727                                                                |
| رمز المكالمات الدولي                                      | +44                             | +679                                                                 |
| رمز الإنترنت                                              | .uk، .gb                        | .fj                                                                  |
| المنطقة الزمنية                                           | توقيت غرينيتش، توقيت غرب أوروبا | ت ع م+12:00                                                          |

## منظمات دولية مشتركة
يشترك البلدان في عضوية مجموعة من المنظمات الدولية، منها:
| علم المنظمة | اسم المنظمة                               | تاريخ انضمام المملكة المتحدة | تاريخ انضمام فيجي |
| ----------- | ----------------------------------------- | ---------------------------- | ----------------- |
|             | المنظمة الهيدروغرافية الدولية             | ?                            | ?                 |
|             | الاتحاد البريدي العالمي                   | ?                            | ?                 |
|             | بنك التنمية الآسيوي                       | 1966                         | 1970              |
|             | يونسكو                                    | 4 نوفمبر 1946                | 14 يوليو 1983     |
|             | البنك الدولي للإنشاء والتعمير             | 27 ديسمبر 1945               | 28 مايو 1971      |
|             | منظمة التجارة العالمية                    | 1995                         | ?                 |
|             | وكالة ضمان الاستثمار متعدد الأطراف        | 12 أبريل 1988                | 24 سبتمبر 1990    |
|             | الاتحاد الدولي للاتصالات                  | 24 فبراير 1871               | 5 مايو 1971       |
|             | منظمة الشرطة الجنائية الدولية             | ?                            | ?                 |
|             | مؤسسة التمويل الدولية                     | 20 يوليو 1956                | 12 يوليو 1979     |
|             | الأمم المتحدة                             | 24 أكتوبر 1945               | 13 أكتوبر 1970    |
|             | مؤسسة التنمية الدولية                     | 24 سبتمبر 1960               | 29 سبتمبر 1972    |
|             | منظمة حظر الأسلحة الكيميائية              | ?                            | ?                 |
|             | المركز الدولي لتسوية المنازعات الاستشارية | 18 يناير 1967                | 10 سبتمبر 1977    |

## أعلام
هذه قائمة لبعض الشخصيات التي تربطها علاقات بالبلدين:
- آرثر جينينغز (لاعب اتحاد رغبي نيوزيلندي، 15 يونيو 1940 – )
- أبيساي سميث (لاعب كرة قدم فيجي، 25 أغسطس 1983[24] – )
- ألبرت ميلر (رياضي فيجي، 12 ديسمبر 1957 – )
- ديريك بوير (14 يونيو 1969 – )
- روبن إي. ميتشيل (طبيب فيجي، 10 مارس 1946 – )
- لورانس ليتل (لاعب رغبي فيجي، 24 أكتوبر 1967 – )
- ماري موريس (ممثلة بريطانية، 13 ديسمبر 1915[25][26][27] – 14 أكتوبر 1988[25][26][27])
- ناثان هيوز (لاعب رغبي فيجي، 10 يونيو 1991 – )
- نيل ماكسويل (لاعب كركيت نيوزيلندي، 12 يونيو 1967 – )
- هيكتور هاتش (6 فبراير 1936 – 14 أبريل 2016)

## وصلات خارجية
- موقع وزارة الخارجية البريطانية
- موقع وزارة الخارجية الفيجية